# Siglianka
Siglianka – potok, prawy dopływ Kołaczkowskiego Potoku (Kolačkovský potok) na Słowacji.
Jest ciekiem 6 rzędu. Wypływa  na wysokości około 970 m na wschodnich zboczach szczytu Predné hory (1289 m) w Górach Lewockich. Spływa w kierunku północnym, przed ujściem skręcając na północny zachód. Uchodzi do Kołaczkowskiego Potoku na wysokości 610 m poniżej zabudowań miejscowości Kołaczków (Kolačkov).
Lewe zbocza doliny Siglianki tworzą szczyty Predné hory i Sihla, prawe Borsučinky i Hŕbok. Cała zlewnia znajduje się w Górach Lewockich w obrębie miejscowości Kołaczków. Jej górna część to lasy, dolną tworzą pola uprawne Kołaczkowa.